# Sako TRG
Das Sako TRG ist ein System von Scharfschützengewehren. Es wird vom zur Beretta-Gruppe gehörenden finnischen Waffenhersteller Sako entwickelt und hergestellt.

## Aufbau und Einsatz

Italienischer Soldat mit Sako TRG im Kaliber .338 Lapua Magnum während der Operation Southern Strike in Afghanistan, 2013

Um insbesondere die Stabilität des Gewehrs bei minimalem Gewicht zu gewährleisten, wurde nicht nur der Lauf, sondern auch die Systemhülse kalt geschmiedet. In dieser Hülse bewegt sich der Verschlusszylinder und lädt und verriegelt den Repetierer. Üblicherweise wird dieses Stück aus einem Block gefräst. Aus Gründen der Verwindungssteifigkeit wurde die Hülse nur für eine kleine Auswerferöffnung durchbrochen. Der Zylinder verfügt über drei Verriegelungswarzen für hohe Beschussfestigkeit. Der Abzug ist für einen Zug von 1,0 kg bis 2,5 kg einstellbar. Das Gewehr ist sowohl für Linkshänder, als auch für Rechtshänder geeignet. Die Kolbenlänge, wie auch die Höhe, kann justiert werden.
Der Schaft besteht aus Polyurethan. Damit sind auch bei Feuchtigkeit und Nässe Verformungen der Schäftung ausgeschlossen, der Lauf kann so jederzeit frei schwingen. Die Verschlusshülse ist im Schaft auf einer Aluminiumbettung gelagert und verschraubt. Kolben, Wangenauflage sowie Abzug sind variabel und können auf den Schützen abgestimmt werden. Die Waffe kann mit einem abnehmbaren Mündungsfeuerdämpfer oder aber auch mit einem Schalldämpfer versehen werden.
Die Ausführung TRG-41/42 im Kaliber .338 Lapua Magnum gilt als eines der präzisesten Scharfschützengewehre der Welt. Es weist eine Abweichung von weniger als 1 Bogenminute (engl. Minute-of-Angle, kurz MOA) auf. Durch die Nutzung der .338-Lapua-Magnum-Patrone verfügt die Waffe über eine große Reichweite, da das Geschoss bis zu einer Entfernung von rund 1200 m die Überschallgeschwindigkeit behält. Damit ist auch der Durchschuss von Körperpanzerungen gewährleistet. Schussdistanzen von über 1200 Meter sind möglich, es wird von gezielten Treffern auf eine Distanz von einer Meile berichtet.
Das Gewehr gehört in Finnland zur Ausrüstung der Streitkräfte und der Polizei. Darüber hinaus wird die Waffe ins Ausland exportiert und (unter anderem) in Schweden, Dänemark, der Schweiz sowie der Tschechischen Republik sowohl militärisch als auch polizeilich genutzt. Im Januar 2017 wurde bekannt, dass auch Polen für die Streitkräfte 150 TRG-M10-Gewehre anschaffen wird.
Im Jahr 2004 beschaffte die Schweizer Armee 196 TRG-42 Gewehre. Diese tragen dort die Bezeichnung 8,6 mm Scharfschützengewehr 04 (SSGw 04). Als Munition wird die Gw Pat 04, die Gw Pat 05 HK mit Wolframkern oder die Gw Pat 06 TC verwendet. Die Hartkern-Munition kann auf eine Schussdistanz von 1200 m Schutzwesten der Klasse I oder auf 300 m solche der Klasse IV durchschlagen. Als Zielfernrohr wird das 3-12x50 PMII von Schmidt & Bender eingesetzt. Weiter wird mit dem Scharfschützengewehr 04 das Nachtsichtgerät RLV 05 vom Simrad Optronics verwendet. Das Scharfschützengewehr 04 wird in den Unterstützungskompanien der Infanteriebataillone sowie von dem Kommando Spezialkräfte eingesetzt.

## Varianten
- TRG-21/22 Version für das NATO-Kaliber 7,62 × 51 mm (.308 Winchester)
- TRG-41/42 Version für die leistungsstärkeren Kaliber .300 Winchester Magnum oder .338 Lapua Magnum
- TRG M10 Version vorgestellt 2011. Kann mit den Kalibern 6.5 Creedmoor,.308 Winchester, .300 Winchester Magnum und .338 Lapua Magnum ausgestattet werden.[3]